# Willard E. Pugh
Pour les articles homonymes, voir Pugh.
Willard E. Pugh, né le 16 juin 1959 à Memphis, est un acteur américain.

## Filmographie
- 1982 : Divided We Fall : Esclave fugitif
- 1984 : Toy Soldiers : Ace
- 1985 : Les Zéros de conduite : Jeff Roth
- 1985 : La colline a des yeux 2 : Foster
- 1985 : Stand Alone : Macombers
- 1985 : La Couleur pourpre : Harpo
- 1986 : Blue City : Leroy
- 1986 : Native Son de Jerrold Freedman : Gus
- 1987 : Cheeseburger film sandwich : policier qui parle
- 1987 : Bienvenue au Paradis (Made in Heaven) : Guy Blanchard / Brian Dalton
- 1988 : Traxx : Deeter
- 1990 : RoboCop 2 : Maire Kuzak
- 1991 : Guyver : Col. Castle
- 1991 : Rage in Harlem : Claude X
- 1991 : Ambition : Freddie
- 1992 : Eddie Presley (en) de Jeff Burr : Nick
- 1993 : CB4 : Trustus
- 1994 : Puppet Master 5: The Final Chapter : Jason
- 1995 : Paradis d'enfer (Under the Hula Moon) : Duane
- 1997 : Air Force One : Officier de communication de la Maison Blanche
- 1998 : High Freakquency : Dale
- 1998 : Progeny - L'enfant du futur (Progeny) : Eric Davidson
- 1998 : Spoiler (en) de Jeff Burr : Bounty #2
- 2000 : Today's Life : l'homme PR
- 2000 : Up Against Amanda : Officier Wharton
- 2001 : The Big Leaf Tobacco Company : M. Franklin
- 2005 : Mil Mascaras vs. the Aztec Mummy (en) de Jeff Burr